# Кагосіма (аеропорт)
Аеропорт Кагосіма (яп. 鹿児島空港, かごしまくうこう, Каґосіма куко; англ. Kagoshima Airport) — державний вузловий міжнародний аеропорт в Японії, розташований в місті Кірісіма префектури Кагосіма. Розпочав роботу з 1972 року як Новий аеропорт Кагосіма. 1973 року змінив назву на сучасну. Спеціалізується на внутрішніх та міжнародних авіаперевезеннях.